# 新世界 (文学期刊)
新世界（俄语：Но́вый Ми́р）是俄语文学期刊，创办于1925年。一般发表得到苏联共产党许可的文章。1947年至1991年为苏联作家协会官方刊物。

## 发展历史
- 早期主编有卢那察尔斯基。
- 1947年至1991年隶属于苏联作家协会，1975年曾获得劳动红旗勋章。

## 作品
- 发表的知名作品有1962年索尔仁尼琴的《伊凡·杰尼索维奇的一天》。
- 在戈尔巴乔夫改革时期，《新世界》开始发表对政府的批评和一些此前被禁的作品，如鲍里斯·帕斯捷尔纳克的《日瓦戈医生》、索尔仁尼琴的《古拉格群岛》、《第一圈（英语：In the First Circle）》、《癌病房》、乔治·奥威尔、约瑟夫·亚历山德罗维奇·布罗茨基、弗拉基米尔·纳博科夫等的作品。

## 知名主编
- 康斯坦丁·西蒙诺夫
- 亚历山大·特里丰诺维奇·特瓦尔多夫斯基
- 谢尔盖·帕夫洛维奇·扎雷金

## 延伸閲讀
- Edith Rogovin Frankel, Novy Mir: A Case Study in the Politics of Literature, 1952-1958. Cambridge, England: Cambridge University Press, 2009.
- Michael Glenny, Novy Mir. A Selection 1925-1967. London: Jonathan Cape, 1972.

## 外部連結
- 官方网站